# Girolamo della Rovere (1434-1507)

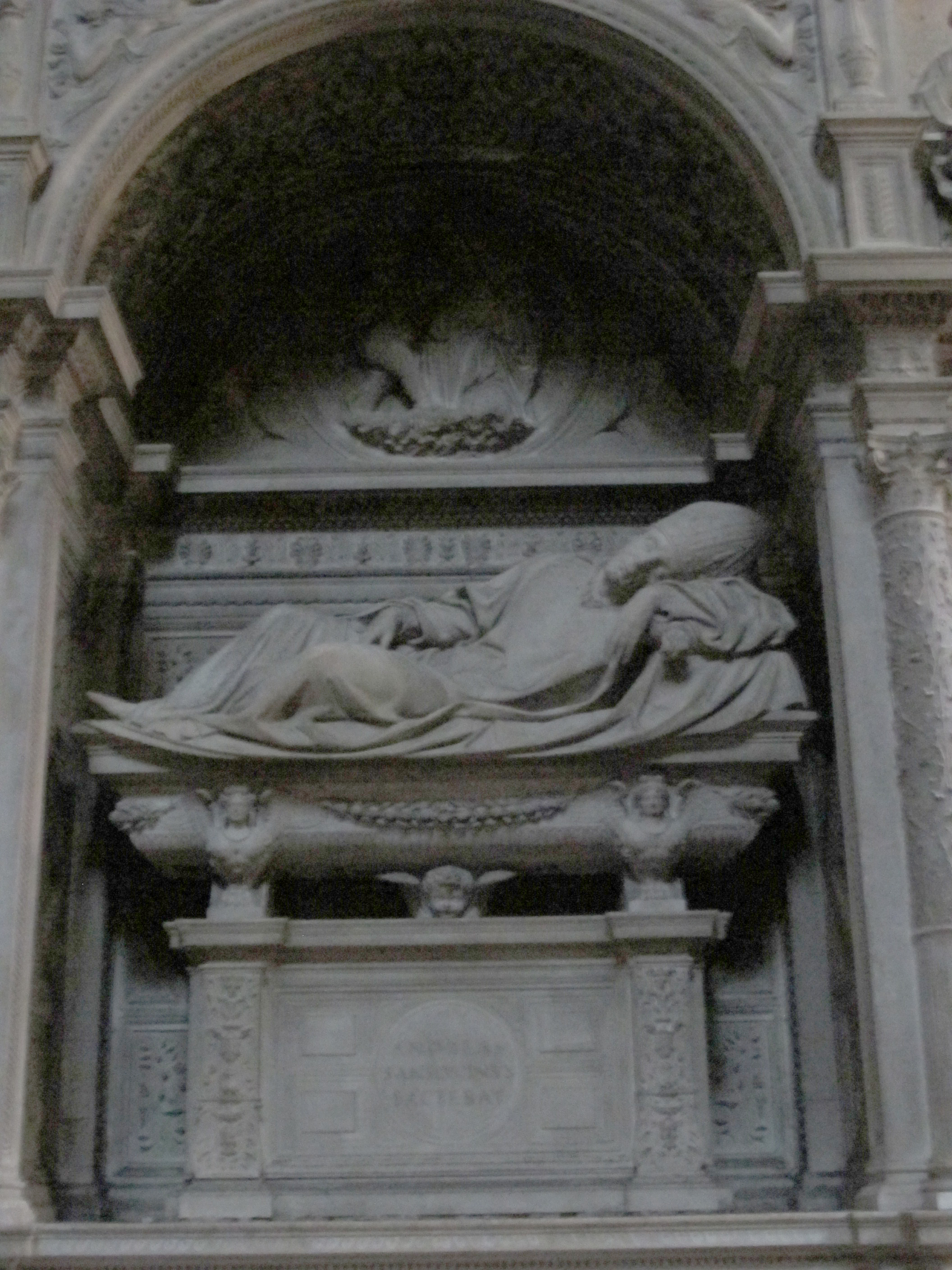
Túmulo do cardeal em Santa Maria del Popolo, criado por Andrea Sansovino.

Girolamo Basso della Rovere (1434 - 1 de setembro de 1507) foi um cardeal da Igreja Católica. Foi nomeado bispo de Albenga em 1472 e bispo de Recanati em 1476. Foi elevado ao cardinalato em 1477 por seu tio, o papa Sisto IV.